# Legio III Isaura
Die Legio III Isaura (dritte isaurische Legion) war eine Legion der römischen Armee, die von Diokletian (284–305) zum Schutz der römischen Provinz Isauria aufgestellt wurde. 

## Beschreibung
Die in der älteren Forschung vertretene These einer Aushebung zum Kampf gegen räuberische isaurische Bergstämme in Kleinasien um 278/279 durch Probus (siehe auch Lydius) gilt als widerlegt. Die Legion verfügte im frühen 4. Jahrhundert über eine Truppenstärke von etwa 6.000 Mann, die im Laufe des Jahrhunderts auf etwa 2.000 Mann herabgesetzt wurde.
Ammianus Marcellinus beschreibt in seinem Geschichtswerk, dass die Isaurier Mitte des 4. Jahrhunderts, wohl in den 350er Jahren, ihr Land verließen und einige Jahre als umherziehende Räuber die Küstenregion um Seleucia verheerten. Im Jahr 354 verteidigten die Legio I Isaura Sagittaria, Legio II Isaura und Legio III Isaura unter dem Befehl des Comes Castricius die Stadt Seleucia erfolgreich.
Im Jahr 368 kam es zu erneuten Raubzügen der Isaurier. Der vicarius Asiae Musonius wurde mit seinen Diogmiten (polizeiliche Hilfstruppe) aufgerieben. Erst der Einsatz der Legionen konnte die Unruhen beenden.
Im frühen 5. Jahrhundert unterstanden die III Isaura und ihre Schwesterlegion II Isaura als Limitanei dem Comes per Isauriam.